# فنار (إسطنبول)

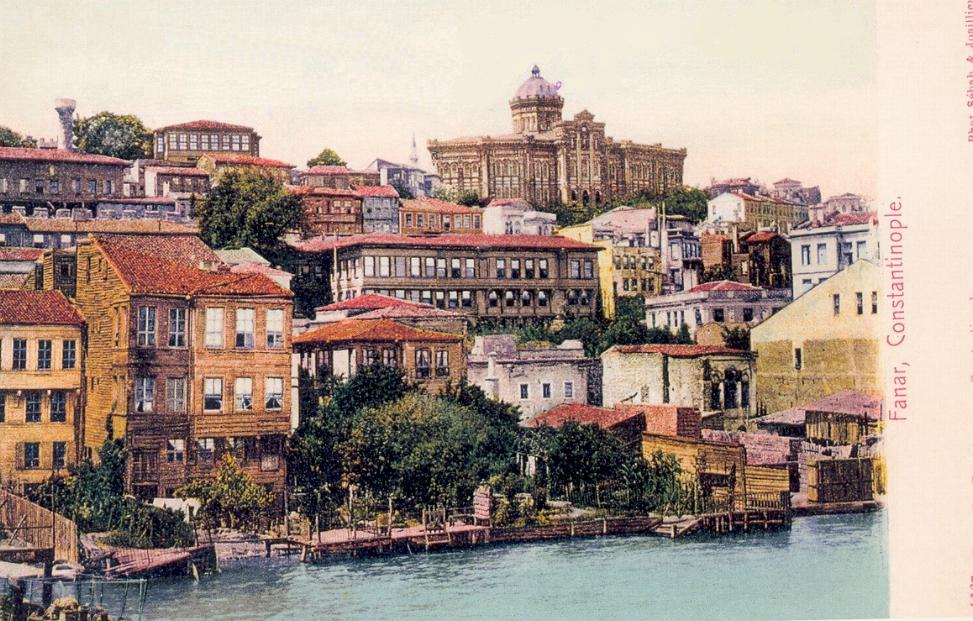
صورة تاريخية لحي الفنار وتظهر في الصورة مدرسة القديس جريس.

حي الفنار هو حي يقع في منتصف القرن الذهبي في حي الفاتح في القسم الأوروبي من إسطنبول في تركيا. منطقة الحي مليئة بالقصور التاريخية الخشبية، والكنائس المسيحية، والمعابد اليهودية التي يعود تاريخها إلى العصور البيزنطية والعثمانية. اسم المنطقة هو نقل حرفي تركي من الكلمة اليونانية (φανάριον) والتي تعني فانوس الإضاءة أو المنارة. وكان يطلق على المنطقة هذا الاسم لوجود عمود يعلوها فانوس خلال عصور الإمبراطورية البيزنطية حيث كانت تستخدم بمثابة ضوء عام أو بحري.
بعد سقوط القسطنطينية عام 1453، أصبحت منطقة الفنار موطن لكثير من اليونانيين المسيحيين في المدينة. وقد ظهرت أسر يونانية أرستقراطية دعيت باسم يونان الفنار وكان لهذه العائلات نفوذ سياسي داخل الدولة العثمانية ونفوذ ديني في تعيين البطريرك، الزعيم المسيحي في الدولة العثمانية. عائلات حي الفنار كانت عائلات يونانية فارتبطت بالحضارة الهلنستية والحضارة الغربية فشكلت الطبقة المتعلمة والمثقفة في الدولة العثمانية مما افسح لها نقوذ سياسي وثقافي. اشتغل افراد هذه العائلات في التجارة والصيرفة وفي السياسة والتعليم، وينتمي غالبيتهم إلى عائلات من اصول النبلاء البيزنطيين.
بعد سقوط القسطنطينية انتقلت بطريركية القسطنطينية المسكونية إلى المنطقة ومازالت تقع هناك وأصبحت مركز ومعقل الكنيسة الأرثوذكسية في اسطنبول. ونتيجة لذلك، غالباً ما يتم استخدام «الفنار» ككلمة اختزال للبطريركية المسكونية، تمامًا كما تستعمل كلمة «الفاتيكان» لوصف الكرسي الرسولي ومركز الكنيسة الرومانية الكاثوليكية.